# MiniDVD

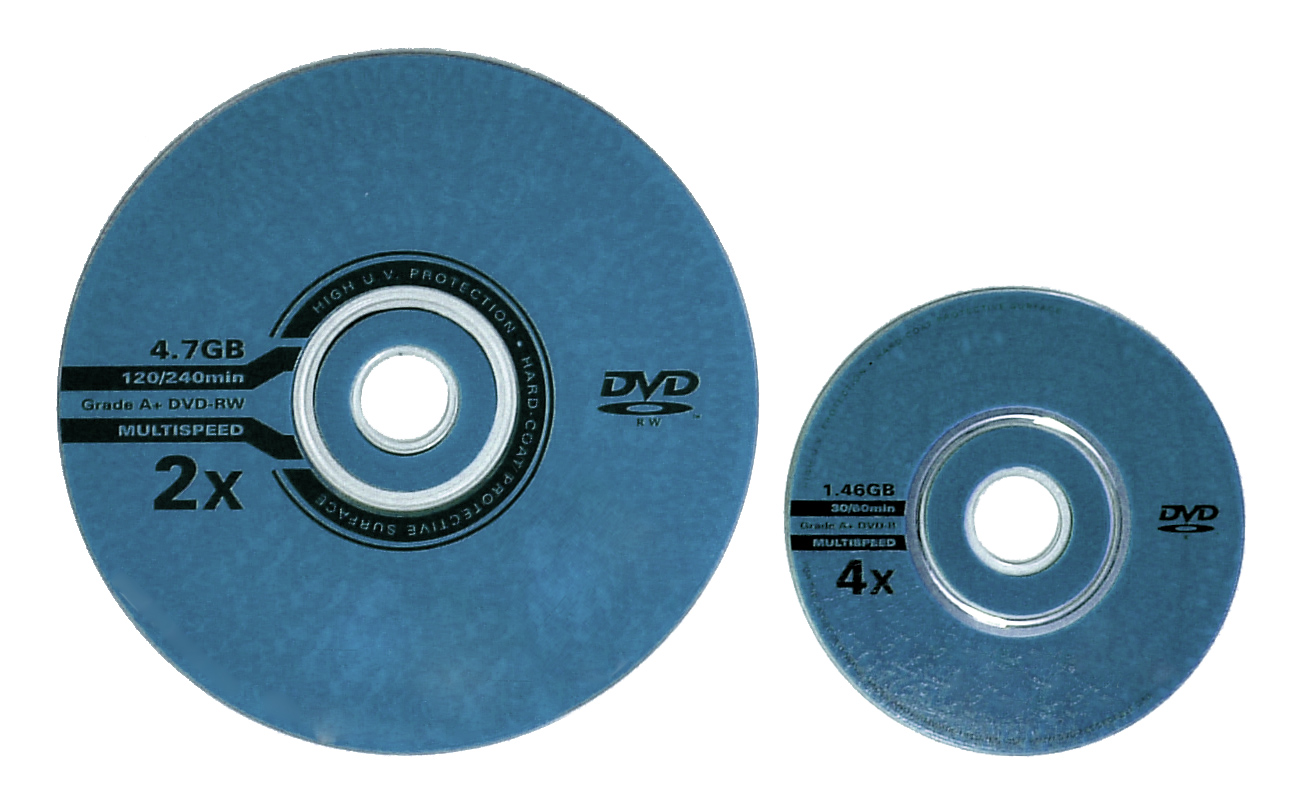
Porównanie standardowej płyty DVD i MiniDVD

MiniDVD (Mini DVD albo miniDVD) – płyta DVD mająca 8 cm średnicy.
Produkowanie tych płyt, było zapoczątkowane na wzór MiniCD, które również miały 8 cm średnicy i zasłynęły z tego, że głównie były wykorzystywane do nagrywania singli muzycznych. Później zrodziły się MiniDVD, które służyły do nagrywania teledysków.
Większość urządzeń multimedialnych posiadających tzw. tackę, są przystosowane do odczytywania tych nośników, poprzez specjalnie wgłębienie, w którym jesteśmy w stanie umieścić płytkę.

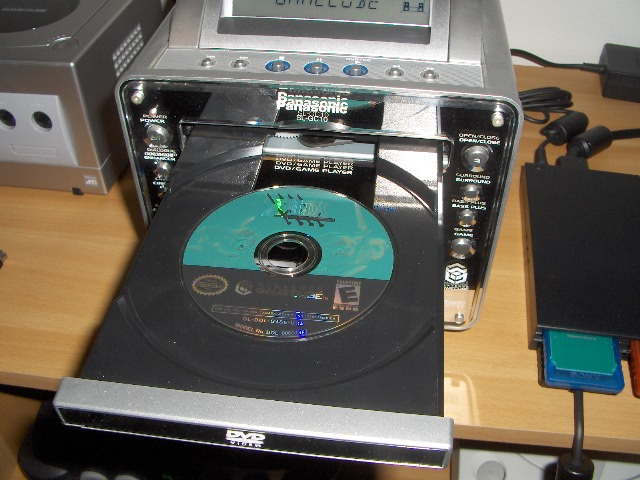
Płyta miniDVD na tacce napędu DVD

MiniDVD było też wykorzystywane w kamerach cyfrowych, konsoli Nintendo GameCube oraz jako nośnik oprogramowania komputerowego takiego jak sterowniki.
| Średnica nośnika/warstwy | Pojemność nośnika jednowarstwowego (Single layer) | Pojemność nośnika dwuwarstwowego (Double layer) |
| ------------------------ | ------------------------------------------------- | ----------------------------------------------- |
| 8 cm, [jednostronny]     | 1.4 GB                                            | 2.66 GB                                         |
| 8 cm, [dwustronny]       | 2.8 GB                                            | 5.2 GB                                          |